# Tineke Lagerberg
Catharina Bernadetta Jacoba "Tineke" Lagerberg, född 30 januari 1941 i Bussum, är en nederländsk före detta simmare.
Lagerberg blev olympisk bronsmedaljör på 400 meter frisim vid sommarspelen 1960 i Rom.